# Joop Abbink
Joop Abbink (Neede, 1 oktober 1916 – Wageningen, 8 november 2013) was een Nederlands verzetsstrijder tijdens de Tweede Wereldoorlog. Als partizaan werd hij de gewestelijk leider van de LO/LKP, Gelderland / regio Apeldoorn. Abbink nam deel aan tal van gewapende verzetsacties, waaronder de overval op de Koepelgevangenis te Arnhem op 11 mei 1944, waarbij voorman Frits de Zwerver werd bevrijd; en de overval op het Huis van Bewaring te Arnhem (11 juni 1944), een actie waarbij 54 politieke gevangenen werden bevrijd.

## Eerste verzetsdaden, o.a. hulp aan Joodse onderduikers en liquidatie van Jannes Doppenberg
Abbink raakte al kort na de Duitse inval in Nederland in mei 1940 betrokken bij het verzet. Eind 1940 probeerde hij vanuit Fokker constructietekeningen naar buiten te smokkelen van het G.I-gevechtsvliegtuig, met uiteindelijke bestemming Engeland. Deze onderneming mislukte. Daarbij kwam hij wel in contact met de Joodse verzetsman David van der Reis. In 1943 nam Abbink Van der Reis mee naar diverse contacten die hij in de loop der tijd al had gekregen. Ook nam hij hem mee naar groepen Joodse jongeren in Woerden en Epe. Deze laatste groep werd echter verraden en Abbink bezorgde Van der Reis in Apeldoorn een tweede onderduikadres bij de oude mevrouw Vonk.
Abbink hielp Van der Reis door zogenaamd zijn persoonsbewijs en spoorwegabonnement te verliezen. De foto van Abbink werd vervangen door die van Van der Reis en zo kon hij veiliger reizen tussen Alverna en Apeldoorn. Op zijn beurt probeerde Van der Reis Abbink en diens goede vriend Cor van den Dool te betrekken bij de verzetsgroep de Oranje Vrijbuiters. Zowel Abbink als van den Dool bedankten daarvoor, omdat ze het een te wilde bedoeling vonden.
Van der Reis werd vroeg in mei 1943 aangehouden op het treinstation Apeldoorn door de Apeldoornse politieman en fanatiek-Jodenjager Jannes Doppenberg. Via de Sicherheitsdienst (SD) kwam hij terecht in Kamp Westerbork en vandaar uit in vernietigingskamp Sobibor, waar Van der Reis op 21 mei 1943 werd vermoord. Abbink had via een bevriende politierechercheur achterhaald dat Doppenberg achter de arrestatie van zijn vriend zat. Doppenberg gaf leiding aan de groep agenten die uitsluitend op Joodse onderduikers joeg. Zij waren verantwoordelijk voor de uiteindelijke dood van honderden Joodse slachtoffers. Om te voorkomen dat Doppenberg nog meer Joden de dood in zou jagen, moest hij geliquideerd worden. Abbink en van den Dool voerden hun plan uit. Zij postten daar, waar Doppenberg kon opduiken. Op 9 oktober 1943 was het raak. Abbink loste drie schoten vanaf zijn fiets, vlak bij Doppenbergs woning. Doppenberg was niet direct dood. Hij slaagde erin zijn huis in te vluchten, maar elf dagen later overleed hij alsnog aan zijn verwondingen.

## Wapendroppings, arrestatie en hechtenis

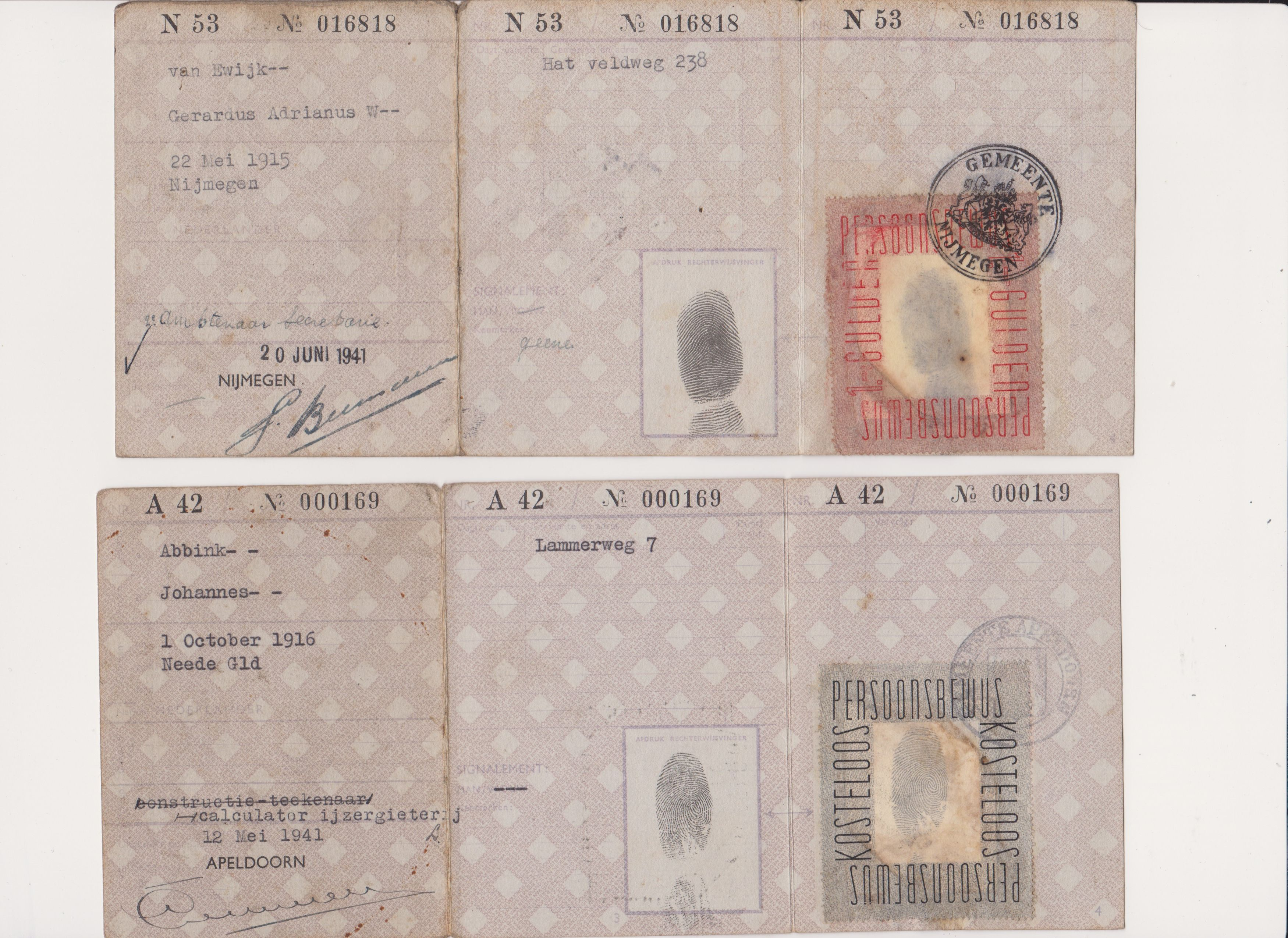
De achterkant van 2 vervalste persoonsbewijzen. Het onderste is het "verloren" persoonsbewijs van Joop Abbink

Vanaf eind zomer 1944 is Abbink, als leider van Gewest-Oost, betrokken bij wapen- droppings in de bossen rond Apeldoorn, op het terrein 'De 36-Bunder' bij Vierhouten, alsmede bij het saboteren van Duitse wapentransporten per spoor. Na de represaille van de SD op de door verraad opgerolde Vrije Verzetsgroep Narda in Apeldoorn op 2 oktober 1944 en de razzia, waarbij elfduizend mannen worden ingerekend om aan de IJssellinie te werken, trok de verzetsgroep weg uit Apeldoorn-stad. Twee dicht-bij-elkaar-gelegen-vakantiehuisjes,'Bie de Zandhegge' en 'Onze Pondok', diep in de bossen, werden hun nieuwe uitvalsbases. Abbinks hoogzwangere vrouw pendelde vanuit de stad dagelijks per fiets met boodschappen heen en weer. Op 10 oktober 1944 werd hij tijdens een grootscheepse Duitse razzia in de bossen nabij Paleis Het Loo gearresteerd, samen met andere verzetsmensen en bosarbeiders. Na opsluiting in de Koning Willem III kazerne te Apeldoorn werd hij door de SD onderworpen aan een verhoor. Dankzij een sluitend verhaal over zijn vervalste persoonsbewijs in combinatie met zijn als dekmantel gebruikte werkzaamheden bij de geüniformeerde Nederlandse Arbeidsdienst (NAD), slaagde hij erin zijn alibi overeind te houden. Hij ontliep hiermee een doodvonnis. In plaats daarvan werd hij doorgestuurd naar het Polizeiliches Durchgangslager Amersfoort (PDA).

## Interneringen en deportatie
In Kamp-Amersfoort kreeg hij voor het eerst te maken met de gruwelen van het kampleven. Zelf slaagde hij erin zo min mogelijk op te vallen en op die manier de ergste kwellingen te ontlopen. Wel was hij getuige van de voortdurende vernederingen en martelingen van medegevangenen door o.a. de kampbeul Joseph Kotalla. Op 2 februari 1945 werd Abbink met vele medegevangenen op transport gesteld naar Duitsland. In eerste instantie belandde hij in Kamp-Neuengamme bij Hamburg. Toen in april de geruchten rondgingen dat de geallieerden oprukten, raakten de Duitsers steeds meer in paniek. De kampleiding besloot de gevangenen van diverse nationaliteiten per spoor af te voeren in veewagons, die met circa negentig personen werden volgestouwd. Zonder water en voedsel maakten degenen die in leven bleven grote ontberingen door. Men stierf er staande, bij gebrek aan ligplek. Het transport kwam uiteindelijk tot stilstand op het station Bremervörde nabij het voormalige Russisch-krijgsgevangenenkamp Sandbostel. Er volgde een dodenmars naar het vervallen barakkencomplex, zonder ramen of deuren. Geen enkele voorziening. De bewakers waren gevlucht. Er werd onder de uitgehongerde gevangenen gevochten om het weinige eetbare. Veel van de uitgedroogde gevangenen dronken zich dood aan het blubberwater, waaruit de grond rond de barakken bestond. Abbink zocht, totaal verzwakt en uitgemergeld, een ligplek op de steenkoude grond in een tochtige barak, een houtblokje onder zijn hoofd.

## Bevrijding, repatriëring en medische nasleep
Op 29 april vond een Britse legergroep het kamp met zijn uitgemergelde gevangenen. Abbink kreeg een rood kruis op zijn schedel, om aan te geven dat er in dit skelet nog leven zat. De hulpverlening, deels door gedwongen Duitse burgers, kwam op gang. Na te zijn ontsmet, geschoren en gewassen in het veldhospitaal, werd Abbink overgebracht naar het British Hospital in Rothenburg (Saale), alwaar werd vastgesteld dat hij een longempyeem had opgelopen. Nadat het thuisfront zekerheid had verkregen over zijn verblijfplaats, zagen twee verzetskameraden kans hem met een geleende ziekenauto te repatriëren. Bij aankomst thuis werd hij direct naar het Juliana-Ziekenhuis in Apeldoorn vervoerd. Het vergde een medisch traject van vijf jaar en vijf operaties voordat de chronische aanmaak van pus in zijn longen stopte. Enige tijd later werd hij na een keuring van rijkswege voor honderd procent invalide verklaard. Hij gebruikte de vrijgekomen tijd om zich te wijden aan zijn passie, de (zwart-wit) fotografie. Vanwege zijn luchtvaarttechnische opleiding en baan van constructeur bij Fokker, bood directeur Albert Plesman hem een baan aan bij de KLM. Hij verhuisde met zijn gezin naar Amstelveen, werkte daar met vallen en opstaan nog tien jaar en vestigde zich later in Wageningen-Hoog. Tijdens zijn werk bij de KLM was hij ook lid van de KLM-fotoclub en won hij met zijn inzendingen naar binnen- en buitenlandse fotosalons vele prijzen.

## Onderscheidingen
- Bij Koninklijk Besluit werd Joop Abbink op 20 januari 1953 de Bronzen Leeuw wegens moedig en beleidvol optreden tegen de vijand toegekend.[2]
- De Yad Vashem-onderscheiding (nr.9583) voor hulp aan joodse medeburgers werd tijdens een ceremonie op 27 augustus 2002 in de synagoge van de Joodse Gemeente Zutphen aan hem uitgereikt door de pers- en cultureel attaché van de ambassade van Israël, Eldad Hayet.[3][4]
- Verzetsherdenkingskruis[4]
- Gedenksteen in Verzetspark te Apeldoorn (2016)[5]